# 自治會院區

自治會院區院長的牧徽，格式類似主教牧徽有綠色的教會帽及左右各六的穗子，但是以牧杖取代十字架。

自治會院區（拉丁語：Abbatia territorialis）是羅馬天主教地區教會的一種形式 。
一般而言隱修院院長對於其管轄的修院擁有領導權，但大都僅限於修院的圍牆內部，或者是立誓服從的修會會士。然而自治會院區院長則是擁有修院鄰近地區所組成的自治會院區的信徒及堂區的管理權，如同主教對於其所轄教區擁有的管理權威般。
在實務上的部分而言，就是由修院提供附近的信眾靈性上的服務，像是早期在異地傳教時有時會以修院為中心建立的教會團體。修院的教堂可供信徒參與宗教儀式，而有神職身分的會士們也可充任轄下堂區的本堂神父。修院院長雖然在聖秩三階中只有司鐸品（神父）的身分，但在《天主教法典》規定下依然擁有相同於教區主教的管理階級。因此自治會院區院長除了不能如主教准許修士接受聖秩聖事成為執事或神父外，對於自治會院區內的教務能作到的和教區主教差不多，包括對不從屬他轄下修院但是從屬自治會院區的神職人員的管轄。
如同其他修院團體，自治會院區院長是由修院成員中按會內制度選出的，但是他們必須經由教宗同意才能就職，如同一名主教要經由教宗認同才能被按立。
在第二次梵蒂岡大公會議後，教會的核心逐漸放在各地教區及主教的聖統體系上。許多自治會院區被取消，並以新的教區取代，或是原屬於自治會區的轄區被轉移到既有的教區名下。今日只有部分在歐洲以及一個在朝鮮的自治會院區被保留。

## 自治會院區列表
今日保留在宗座年鑑上的自治會院區有11個：

### 義大利
- 天主教大橄欖山自治會院區
- 天主教韋爾吉內山自治會院區
- 天主教卡西諾山自治會院區
- 天主教卡瓦德蒂雷尼聖三自治會院區
- 天主教蘇比亞科自治會院區
- 義大利-阿爾巴尼亞禮天主教格羅塔費拉塔聖母自治會院區

### 瑞士
- 天主教艾因西德倫自治會院區
- 天主教聖莫里斯自治會院區

### 匈牙利
- 天主教蓬農豪爾毛自治會院區

### 朝鮮
- 天主教德源自治會院區

注：該自治會院區受到朝鮮政府的打壓，以致於多年懸缺。1952年在韓國大邱總教區的倭館建立會院，現今是以院長擔任自治會院區宗座署理的方式運作。

### 奧地利
- 天主教韋廷根-梅赫勞自治會院區